# ヤンソンの誘惑

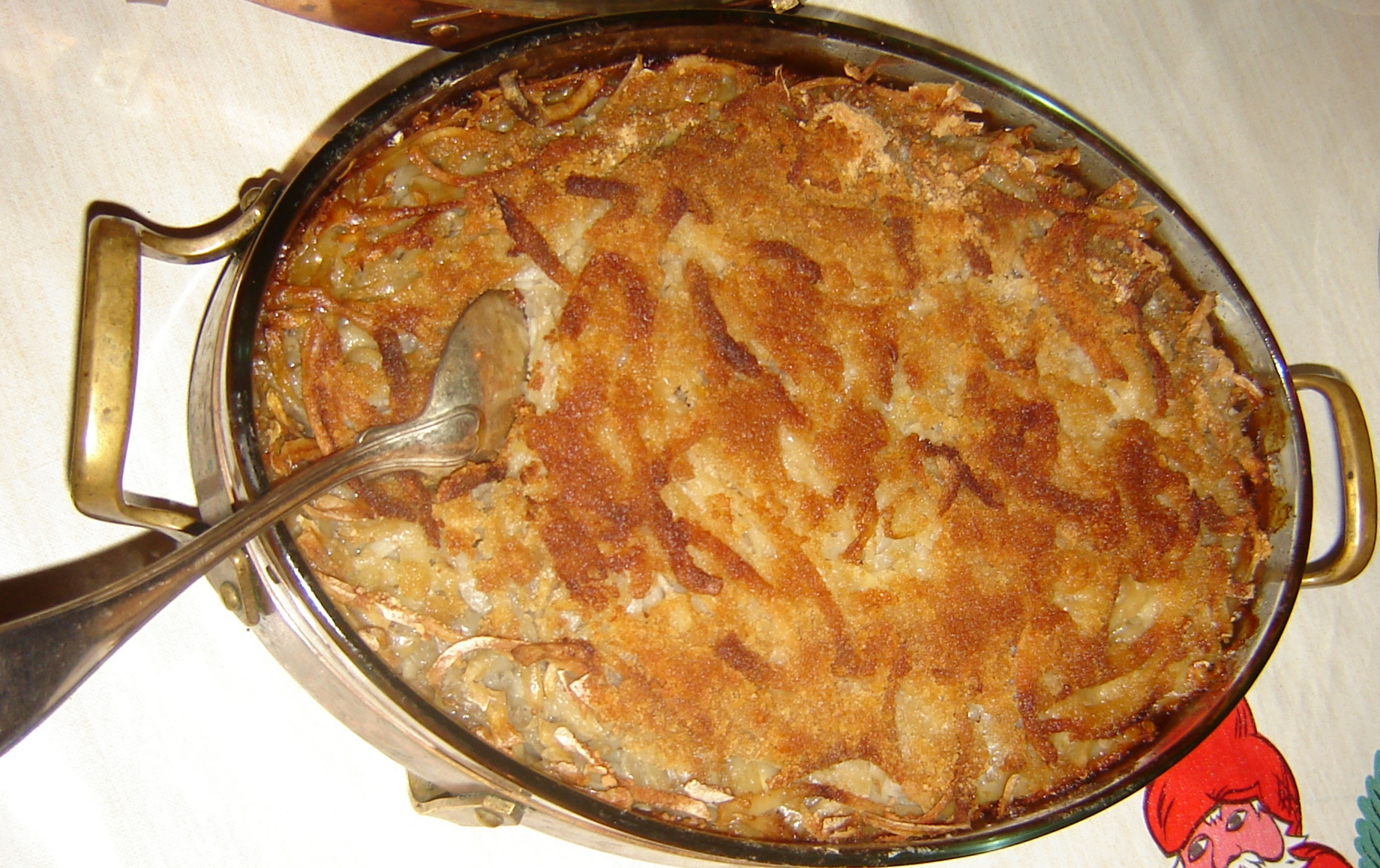
ヤンソンの誘惑

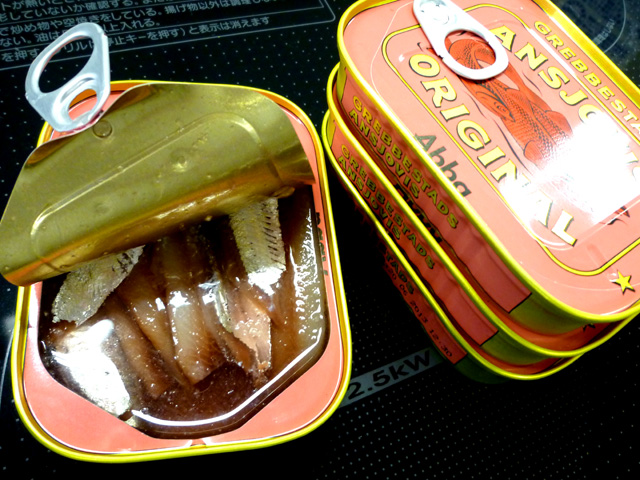
北欧のアンチョビ缶（Ansjovis）

ヤンソンの誘惑（ヤンソンのゆうわく、スウェーデン語: Janssons frestelse、英語: Jansson's temptation）は、スウェーデンの伝統的家庭料理。温かい料理である。ヤンソン氏の誘惑（ヤンソンしのゆうわく）またはヤンソンさんの誘惑（ヤンソンさんのゆうわく）とも呼ばれている。

## 概要
スウェーデン料理の定番料理とされる。ジャガイモとアンチョビのグラタンである。
一年を通して食されているが、クリスマスの時期には特に欠かせない料理とされる。

## 料理名の由来
在日本スウェーデン大使館は以下のような説を紹介している。
- エドウィン・アドルフソン（英語版）が主演してヒットした1928年公開の無声映画『ヤンソンの誘惑（Janssons frestelse）』にちなんだ料理名。
- 料理好きなオペラ歌手ペール・ヤンソン（スウェーデン語版） (Per Adolf "Pelle" Janzon, 1844-1889)に由来しているとの説[7]。
- ヤンソンは女性であり、美味しい食事で男性を誘惑した。

### 日本における料理名の由来
日本において「ヤンソンの誘惑」という料理名の由来は、「菜食主義の宗教家ヤンソンがあまりにもおいしそうな見た目と匂いに勝てずついに口にしてしまった」と紹介される事も多い。このヤンソンを19世紀に実在したと言われるエリク・ヤンソンであるとする例もある。